# ICC World Test Championship 2021-2023
L'ICC World Test Championship 2021-2023 è la seconda edizione dell'ICC World Test Championship, un torneo di Test cricket per squadre nazionali. Si svolge dal 4 agosto 2021 all'11 giugno 2023. La finale si è disputata al The Oval di Londra.
La Nuova Zelanda è la detentrice del titolo.

## Formato
Al torneo partecipano nove delle dodici nazionali aventi il test status. Ogni squadra partecipante ha affronta sei delle otto squadre avversarie in altrettante serie di Test match (tre serie in casa e tre in trasferta). Ogni serie può essere formata da un minimo di due ad un massimo di cinque Test. Ogni squadra disputa quindi da un minimo di 12 a un massimo di 22 incontri.

### Punti
Il sistema di punteggio è cambiato rispetto alla prima edizione. In ogni incontro sono in palio 12 punti, a prescindere dal numero di partite previste nella serie. La vittoria vale 12 punti, il pareggio 6, il draw 4, e la sconfitta 0. La squadra che al termine dell'incontro si trova al di sotto dell'over rate richiesto subisce la penalizzazione di un punto per ogni over in meno. Le squadre sono classificate in base alla percentuale di punti ottenuti rispetto a quelli in palio.
| Risultato | Punti ottenuti | Punti in palio | Percentuale di punti |
| --------- | -------------- | -------------- | -------------------- |
| Vittoria  | 12             | 12             | 100                  |
| Pareggio  | 6              | 12             | 50                   |
| Draw      | 4              | 12             | 33,33                |
| Sconfitta | 0              | 12             | 0                    |

| Incontri nella serie | Punti totali disponibili |
| -------------------- | ------------------------ |
| 2                    | 24                       |
| 3                    | 36                       |
| 4                    | 48                       |
| 5                    | 60                       |

## Partecipanti
Le squadre partecipanti erano le prime nove nazionali dell'ICC Test Championship:
- Australia
- Bangladesh
- Inghilterra
- India
- Nuova Zelanda
- Pakistan
- Sudafrica
- Sri Lanka
- Indie Occidentali

## Programma
Il programma del torneo prevede per ogni squadra tre serie in casa e tre in trasferta, per un totale di 27 serie e 69 partite.
| In casa / In trasferta | Australia (bandiera) | Bangladesh (bandiera) | Inghilterra (bandiera) | India (bandiera) | Indie Occidentali (bandiera) | Nuova Zelanda (bandiera) | Pakistan (bandiera) | Sri Lanka (bandiera) | Sudafrica (bandiera) |
| ---------------------- | -------------------- | --------------------- | ---------------------- | ---------------- | ---------------------------- | ------------------------ | ------------------- | -------------------- | -------------------- |
| Australia              | -                    | -                     | 5 partite              | -                | 2 partite                    | -                        | -                   | -                    | 3 partite            |
| Bangladesh             | -                    | -                     | -                      | 2 partite        | -                            | -                        | 2 partite           | 2 partite            | -                    |
| Inghilterra            | -                    | -                     | -                      | 5 partite        | -                            | 3 partite                | -                   | -                    | 3 partite            |
| India                  | 4 partite            | -                     | -                      | -                | -                            | 2 partite                | -                   | 2 partite            | -                    |
| Indie Occidentali      | -                    | 2 partite             | 3 partite              | -                | -                            | -                        | 2 partite           | -                    | -                    |
| Nuova Zelanda          | -                    | 2 partite             | -                      | -                | -                            | -                        | -                   | 2 partite            | 2 partite            |
| Pakistan               | 3 partite            | -                     | 3 partite              | -                | -                            | 2 partite                | -                   | -                    | -                    |
| Sri Lanka              | 2 partite            | -                     | -                      | -                | 2 partite                    | -                        | 2 partite           | -                    | -                    |
| Sudafrica              | -                    | 2 partite             | -                      | 3 partite        | 2 partite                    | -                        | -                   | -                    | -                    |

## Campionato

### Classifica
Le prime due classificate si qualificano per la finale.
| Pos.                                                                           | Squadra           | Partite | Partite | Partite | Partite | Det. | PIP | Pt. | Pct.  |
| Pos.                                                                           | Squadra           | G       | V       | P       | D       | Det. | PIP | Pt. | Pct.  |
| ------------------------------------------------------------------------------ | ----------------- | ------- | ------- | ------- | ------- | ---- | --- | --- | ----- |
| 1                                                                              | Australia         | 19      | 11      | 3       | 5       | 0    | 228 | 152 | 66,7  |
| 2                                                                              | India             | 18      | 10      | 5       | 3       | 5    | 216 | 127 | 58,8  |
| 3                                                                              | Sudafrica         | 15      | 8       | 6       | 1       | 0    | 180 | 100 | 55,6  |
| 4                                                                              | Inghilterra       | 22      | 10      | 8       | 4       | 12   | 264 | 124 | 47    |
| 5                                                                              | Sri Lanka         | 12      | 5       | 6       | 1       | 0    | 144 | 64  | 44,44 |
| 6                                                                              | Nuova Zelanda     | 13      | 4       | 6       | 3       | 0    | 156 | 60  | 38,46 |
| 7                                                                              | Pakistan          | 14      | 4       | 6       | 4       | 0    | 168 | 64  | 38,1  |
| 8                                                                              | Indie Occidentali | 13      | 4       | 7       | 2       | 2    | 156 | 54  | 34,6  |
| 9                                                                              | Bangladesh        | 12      | 1       | 10      | 1       | 0    | 144 | 16  | 11,1  |
| Fonti: International Cricket Council, ESPNcricinfo Aggiornato al 20 marzo 2023 |                   |         |         |         |         |      |     |     |       |

- Qualificate per la finale

### 2021

#### Trofeo Pataudi (Inghilterra-India)
| 4-8 agosto 2021 Referto |

| Inghilterra      | v | India            |
| 183 (65.4 overs) |   | 278 (84.5 overs) |
| 303 (85.5 overs) |   | 52/1 (14 overs)  |

| 12-16 agosto 2021 Referto |

| India                | v | Inghilterra      |
| 364 (126.1 overs)    |   | 391 (128 overs)  |
| 298/8d (109.3 overs) |   | 120 (51.5 overs) |

| 25-29 agosto 2021 Referto |

| India            | v | Inghilterra       |
| 78 (40.4 overs)  |   | 432 (132.2 overs) |
| 278 (99.3 overs) |   |                   |

| 2-6 settembre 2021 Referto |

| India             | v | Inghilterra      |
| 191 (61.3 overs)  |   | 290 (84 overs)   |
| 466 (148.2 overs) |   | 210 (92.2 overs) |

| 1°-5 luglio 2021 Referto |

| India            | v | Inghilterra        |
| 416 (84.5 overs) |   | 284 (61.3 overs)   |
| 245 (81.5 overs) |   | 378/3 (76.4 overs) |

#### Indie Occidentali-Pakistan
| 12-16 agosto 2021 Referto |

| Pakistan         | v | Indie Occidentali  |
| 217 (70.3 overs) |   | 253 (89.4 overs)   |
| 203 (83.4 overs) |   | 168/9 (56.5 overs) |

| 20-24 agosto 2021 Referto |

| Pakistan            | v | Indie Occidentali |
| 302/9d (110 overs)  |   | 150 (51.3 overs)  |
| 176/6d (27.2 overs) |   | 219 (83.2 overs)  |

### 2021-2022

#### Trofeo Sobers-Tissera (Sri Lanka-Indie Occidentali)
| 21-25 novembre 2021 Referto |

| Sri Lanka           | v | Indie Occidentali |
| 386 (133.5 overs)   |   | 230 (85.5 overs)  |
| 191/4d (40.5 overs) |   | 160 (79 overs)    |

| 29 novembre-3 dicembre 2021 Referto |

| Sri Lanka            | v | Indie Occidentali |
| 204 (61.3 overs)     |   | 253 (104.2 overs) |
| 345/9d (121.4 overs) |   | 132 (56.1 overs)  |

#### India-Nuova Zelanda
| 25-29 novembre 2021 Referto |

| India             | v | Nuova Zelanda     |
| 345 (111.1 overs) |   | 296 (142.3 overs) |
| 234/7d (81 overs) |   | 165/9 (98 overs)  |

| 3-7 dicembre 2021 Referto |

| India             | v | Nuova Zelanda    |
| 325 (109.5 overs) |   | 62 (28.1 overs)  |
| 276/7d (70 overs) |   | 167 (56.3 overs) |

#### Bangladesh-Pakistan
| 26-30 novembre 2021 Referto |

| Bangladesh        | v | Pakistan           |
| 330 (114.4 overs) |   | 286 (115.4 overs)  |
| 157 (56.2 overs)  |   | 203/2 (58.3 overs) |

| 4-8 dicembre 2021 Referto |

| Pakistan            | v | Bangladesh             |
| 300/4d (98.3 overs) |   | 87 (32 overs)          |
|                     |   | 205 (84.4 overs) (f/o) |

#### The Ashes (Australia-Inghilterra)
| 8-12 dicembre 2021 Referto |

| Inghilterra      | v | Australia         |
| 147 (50.1 overs) |   | 425 (104.3 overs) |
| 297 (103 overs)  |   | 1/20 (5.1 overs)  |

| 16-20 dicembre 2021 (D/N) Referto |

| Australia            | v | Inghilterra       |
| 9/473d (150.4 overs) |   | 236 (84.1 overs)  |
| 9/230d (61 overs)    |   | 192 (113.1 overs) |

| 26-30 dicembre 2021 Referto |

| Inghilterra      | v | Australia        |
| 185 (65.1 overs) |   | 267 (87.5 overs) |
| 68 (27.4 overs)  |   |                  |

| 5-9 gennaio 2022 Referto |

| Australia           | v | Inghilterra       |
| 8/416d (134 overs)  |   | 294 (79.1 overs)  |
| 6/265d (68.5 overs) |   | 9/270 (102 overs) |

| 14-18 gennaio 2022 (D/N) Referto |

| Australia        | v | Inghilterra      |
| 303 (75.4 overs) |   | 188 (47.4 overs) |
| 155 (56.3 overs) |   | 124 (38.5 overs) |

#### The Freedom Series (Sudafrica-India)
| 26-30 dicembre 2021 Referto |

| India             | v | Sudafrica        |
| 327 (105.3 overs) |   | 197 (62.3 overs) |
| 174 (50.3 overs)  |   | 191 (68 overs)   |

| 3-7 gennaio 2022 Referto |

| India            | v | Sudafrica          |
| 202 (63.1 overs) |   | 229 (79.4 overs)   |
| 266 (60.1 overs) |   | 243/3 (67.4 overs) |

| 11-15 gennaio 2022 Referto |

| India            | v | Sudafrica          |
| 223 (77.3 overs) |   | 210 (76.3 overs)   |
| 198 (67.3 overs) |   | 212/3 (63.3 overs) |

#### Nuova Zelanda-Bangladesh
| 1°-5 gennaio 2022 Referto |

| Nuova Zelanda     | v | Bangladesh        |
| 328 (108.1 overs) |   | 458 (176.2 overs) |
| 169 (73.4 overs)  |   | 42/2 (16.5 overs) |

| 9-13 gennaio 2022 Referto |

| Nuova Zelanda        | v | Bangladesh             |
| 521/6d (128.5 overs) |   | 126 (41.2 overs)       |
|                      |   | 278 (79.3 overs) (f/o) |

#### Nuova Zelanda-Sudafrica
| 17-21 febbraio 2022 Referto |

| Sudafrica        | v | Nuova Zelanda     |
| 95 (49.2 overs)  |   | 482 (117.5 overs) |
| 111 (41.4 overs) |   |                   |

| 25 febbraio-1º marzo 2022 Referto |

| Sudafrica          | v | Nuova Zelanda    |
| 364 (113 overs)    |   | 293 (80 overs)   |
| 354/9d (100 overs) |   | 227 (93.5 overs) |

#### India-Sri Lanka
| 4-8 marzo 2022 Referto |

| India                | v | Sri Lanka      |
| 574/8d (129.2 overs) |   | 174 (65 overs) |
|                      |   | 176 (60 overs) |

| 12-16 marzo 2022 (D/N) Referto |

| India               | v | Sri Lanka        |
| 252 (59.1 overs)    |   | 109 (35.5 overs) |
| 303/9d (68.5 overs) |   | 208 (59.3 overs) |

#### Trofeo Benaud-Qadir (Pakistan-Australia)
| 4-8 marzo 2022 Referto |

| Pakistan           | v | Australia         |
| 476/4d (162 overs) |   | 459 (140.1 overs) |
| 252/0 (77 overs)   |   |                   |

| 12-16 marzo 2022 Referto |

| Australia          | v | Pakistan            |
| 556/9d (189 overs) |   | 148 (53 overs)      |
| 97/2d (22.3 overs) |   | 443/7 (171.4 overs) |

| 21-25 marzo 2022 Referto |

| Australia         | v | Pakistan          |
| 391 (133.3 overs) |   | 268 (116.4 overs) |
| 227/3d (60 overs) |   | 235 (92.1 overs)  |

#### Trofeo Richards-Botham (Indie Occidentali-Inghilterra)
| 8-12 marzo 2022 Referto |

| Inghilterra         | v | Indie Occidentali  |
| 311 (100.3 overs)   |   | 375 (157.3 overs)  |
| 349/6d (88.2 overs) |   | 147/4 (70.1 overs) |

| 16-20 marzo 2022 Referto |

| Inghilterra          | v | Indie Occidentali |
| 507/9d (150.5 overs) |   | 411 (187.5 overs) |
| 185/6d (39.5 overs)  |   | 135/5 (65 overs)  |

| 24-28 marzo 2022 Referto |

| Inghilterra      | v | Indie Occidentali |
| 204 (89.4 overs) |   | 297 (116.3 overs) |
| 120 (64.2 overs) |   | 28/0 (4.5 overs)  |

#### Sudafrica-Bangladesh
| 31 marzo-4 aprile 2022 Referto |

| Sudafrica       | v | Bangladesh        |
| 367 (121 overs) |   | 298 (115.5 overs) |
| 204 (74 overs)  |   | 53 (19 overs)     |

| 8-12 aprile 2022 Referto |

| Sudafrica           | v | Bangladesh       |
| 453 (136.2 overs)   |   | 217 (74.2 overs) |
| 176/6d (39.5 overs) |   | 80 (23.3 overs)  |

### 2022

#### Bangladesh-Sri Lanka
| 15-19 maggio 2022 Referto |

| Sri Lanka          | v | Bangladesh        |
| 397 (153 overs)    |   | 465 (170.1 overs) |
| 260/6 (90.1 overs) |   |                   |

| 23-27 maggio 2022 Referto |

| Bangladesh        | v | Sri Lanka         |
| 365 (116.2 overs) |   | 506 (165.1 overs) |
| 169 (55.3 overs)  |   | 29/0 (3 overs)    |

#### Inghilterra-Nuova Zelanda
| 2-6 giugno 2022 Referto |

| Nuova Zelanda    | v | Inghilterra        |
| 132 (40 overs)   |   | 141 (42.5 overs)   |
| 285 (91.3 overs) |   | 279/5 (78.5 overs) |

| 10-14 giugno 2022 Referto |

| Nuova Zelanda     | v | Inghilterra       |
| 553 (145.3 overs) |   | 539 (128.2 overs) |
| 284 (84.4 overs)  |   | 299/5 (50 overs)  |

| 23-27 giugno 2022 Referto |

| Nuova Zelanda     | v | Inghilterra        |
| 329 (117.3 overs) |   | 360 (67 overs)     |
| 326 (105.2 overs) |   | 296/3 (54.2 overs) |

#### Indie Occidentali-Bangladesh
| 16-20 giugno 2022 Referto |

| Bangladesh       | v | Indie Occidentali |
| 103 (32.5 overs) |   | 265 (112.5 overs) |
| 245 (90.5 overs) |   | 88/3 (22 overs)   |

| 24-28 giugno 2022 Referto |

| Bangladesh       | v | Indie Occidentali |
| 234 (64.2 overs) |   | 408 (126.3 overs) |
| 186 (45 overs)   |   | 13/0 (2.5 overs)  |

#### Trofeo Warne-Muralitharan (Sri Lanka-Australia)
| 29 giugno-3 luglio 2022 Referto |

| Sri Lanka        | v | Australia        |
| 212 (59 overs)   |   | 321 (70.5 overs) |
| 113 (22.5 overs) |   | 10/0 (0.4 overs) |

| 8-12 luglio 2022 Referto |

| Australia       | v | Sri Lanka       |
| 364 (110 overs) |   | 554 (181 overs) |
| 151 (41 overs)  |   |                 |

#### Sri Lanka-Pakistan
| 16-20 luglio 2022 Referto |

| Sri Lanka        | v | Pakistan            |
| 222 (66.1 overs) |   | 218 (90.5 overs)    |
| 337 (100 overs)  |   | 344/6 (127.2 overs) |

| 24-28 luglio 2022 Referto |

| Sri Lanka           | v | Pakistan         |
| 378 (103 overs)     |   | 231 (88.1 overs) |
| 360/8d (91.5 overs) |   | 261 (77 overs)   |

#### Trofeo Basil D'Oliveira (Inghilterra-Sudafrica)
| 17-21 agosto 2022 Referto |

| Inghilterra      | v | Sudafrica        |
| 165 (45 overs)   |   | 326 (89.1 overs) |
| 149 (37.4 overs) |   |                  |

| 25-29 agosto 2022 Referto |

| Sudafrica        | v | Inghilterra          |
| 151 (53.2 overs) |   | 415/9d (106.4 overs) |
| 179 (85.1 overs) |   |                      |

| 8-12 settembre 2022 Referto |

| Sudafrica        | v | Inghilterra        |
| 118 (36.2 overs) |   | 158 (36.2 overs)   |
| 169 (56.2 overs) |   | 130/1 (22.3 overs) |

### 2022-23

#### Trofeo Frank Worrell (Australia-Indie Occidentali)
| 30 novembre-4 dicembre 2022 Referto |

| Australia            | v | Indie Occidentali |
| 4/598d (152.4 overs) |   | 283 (98.2 overs)  |
| 2/182d (37 overs)    |   | 333 (110.5 overs) |

| 8-12 dicembre 2022 (D/N) Referto |

| Australia          | v | Indie Occidentali |
| 7/511d (137 overs) |   | 214 (69.3 overs)  |
| 6/199d (31 overs)  |   | 77 (40.5 overs)   |

#### Pakistan-Inghilterra
| 1°-5 dicembre 2022 Referto |

| Inghilterra         | v | Pakistan          |
| 657 (101 overs)     |   | 579 (155.3 overs) |
| 264/7d (35.5 overs) |   | 268 (96.3 overs)  |

| 9-13 dicembre 2022 Referto |

| Inghilterra      | v | Pakistan          |
| 281 (51.4 overs) |   | 202 (62.5 overs)  |
| 275 (64.5 overs) |   | 328 (102.1 overs) |

| 17-21 dicembre 2022 Referto |

| Pakistan         | v | Inghilterra        |
| 304 (79 overs)   |   | 354 (81.4 overs)   |
| 216 (74.5 overs) |   | 170/2 (28.1 overs) |

#### Bangladesh-India
| 14-18 dicembre 2022 Referto |

| India               | v | Bangladesh        |
| 404 (133.5 overs)   |   | 150 (55.5 overs)  |
| 258/2d (61.4 overs) |   | 324 (113.2 overs) |

| 22-26 dicembre 2022 Referto |

| Bangladesh       | v | India            |
| 227 (73.5 overs) |   | 314 (86.3 overs) |
| 231 (70.2 overs) |   | 145/7 (47 overs) |

#### Australia-Sudafrica
| 17-21 dicembre 2022 Referto |

| Sudafrica        | v | Australia        |
| 152 (48.2 overs) |   | 218 (50.3 overs) |
| 99 (37.4 overs)  |   | 4/35 (7.5 overs) |

| 26-30 dicembre 2022 Referto |

| Sudafrica        | v | Australia          |
| 189 (68.4 overs) |   | 8/575d (145 overs) |
| 204 (68.5 overs) |   |                    |

| 4-8 gennaio 2023 Referto |

| Australia          | v | Sudafrica          |
| 4/475d (131 overs) |   | 255 (108 overs)    |
|                    |   | 2/106 (41.5 overs) |

#### Pakistan-Nuova Zelanda
| 26-30 dicembre 2022 Referto |

| Pakistan             | v | Nuova Zelanda        |
| 438 (130.5 overs)    |   | 612/9d (194.5 overs) |
| 311/8d (103.5 overs) |   | 61/1 (7.3 overs)     |

| 2-6 gennaio 2023 Referto |

| Nuova Zelanda     | v | Pakistan         |
| 449 (131 overs)   |   | 408 (133 overs)  |
| 277/5d (82 overs) |   | 304/9 (90 overs) |

#### Trofeo Border-Gavaskar (India-Australia)
| 9-13 febbraio 2023 Referto |

| Australia        | v | India             |
| 177 (63.5 overs) |   | 400 (139.3 overs) |
| 91 (32.3 overs)  |   |                   |

| 17-21 febbraio 2023 Referto |

| Australia        | v | India              |
| 263 (78.4 overs) |   | 262 (83.3 overs)   |
| 113 (31.1 overs) |   | 118/4 (26.4 overs) |

| 1°-3 marzo 2023 Referto |

| India            | v | Australia         |
| 109 (33.2 overs) |   | 197 (76.3 overs)  |
| 163 (60.3 overs) |   | 78/1 (18.5 overs) |

| 9-13 marzo 2023 Referto |

| Australia           | v | India             |
| 480 (167.2 overs)   |   | 571 (178.5 overs) |
| 175/2d (78.1 overs) |   |                   |

#### Trofeo Sir Vivian Richards (Sudafrica-Indie Occidentali)
| 28 febbraio-2 marzo 2023 Referto |

| Sudafrica        | v | Indie Occidentali |
| 342 (86.3 overs) |   | 212 (69 overs)    |
| 116 (28 overs)   |   | 159 (41 overs)    |

| 8-11 marzo 2023 Referto |

| Sudafrica         | v | Indie Occidentali |
| 320 (92.2 overs)  |   | 251 (79.3 overs)  |
| 321 (100.4 overs) |   | 106 (35.1 overs)  |

#### Nuova Zelanda-Sri Lanka
| 9-13 marzo 2023 Referto |

| Sri Lanka         | v | Nuova Zelanda     |
| 355 (92.4 overs)  |   | 373 (107.3 overs) |
| 302 (105.3 overs) |   | 285/8 (70 overs)  |

| 17-21 marzo 2023 Referto |

| Nuova Zelanda      | v | Sri Lanka        |
| 580/4d (123 overs) |   | 164 (66.5 overs) |
|                    |   | 358 (142 overs)  |

## Finale
| 7-11 giugno 2023 |

| Australia           | v | India            |
| 469 (121.3 overs)   |   | 296 (69.4 overs) |
| 270/8d (84.3 overs) |   | 234 (63.3 overs) |